# Zelenogradsk
Zelenogradsk (rus. Зеленоградск) je odmarališni grad na Baltičkom moru, 30 km udaljen od Kalinjingrada, Rusija. 
Omiljeno je vikendaško odredište Kalinjingrađana.
Kalinjingradska oblast, u kojoj se ovaj grad nalazi, je bila dijelom Istočne Pruske. 
Njemački naziv za ovaj grad je Cranz. Ime je došlo iz baltičkih jezika, od riječi Krantas, što u prijevodu znači "obala".

## Poznate osobe
- Abel Ehrlich (1915. – 2003.), skladatelj
- Volker Lechtenbrink (rođen 1944.), glumac
- Carl Steffeck (1818. – 1890.), slikar
- Beate Uhse-Rotermund (1919. – 2001.), pilot i poduzetnik
- Adolf Tortilowicz von Batocki-Friebe (1868. – 1944.), političar

## Gradovi prijatelji i sestrinski gradovi
Zelenogradsk je grad prijatelj s gradovima:
- Poljska, Braniewo,
- Poljska, Łeba,
- Švedska, Borgholm.

## Galerija
- Plaža
- Ruska pravoslavna crkva
- Gradska vijećnica
- Spomenik Petru Stolipinu
- Knjižnica
- Trgovina na ulici Lenina